# 12e cérémonie des Central Ohio Film Critics Association Awards
La 12e cérémonie des Central Ohio Film Critics Association Awards (COFCA Awards), décernés par la Central Ohio Film Critics Association, a eu lieu le 2 janvier 2014, et a récompensé les films réalisés l'année précédente,,.

## Palmarès

### Top 10 des meilleurs films
1. Gravity
2. Her
3. American Bluff (American Hustle)
4. Frances Ha
5. Le Loup de Wall Street (The Wolf of Wall Street)
6. Twelve Years a Slave
7. Inside Llewyn Davis
8. Before Midnight
9. Upstream Color
10. Nebraska

### Meilleur réalisateur
- Alfonso Cuarón pour Gravity
  - Finaliste : Spike Jonze pour Her
    - Steve McQueen pour Twelve Years a Slave
    - Alexander Payne pour Nebraska
    - David O. Russell pour American Bluff (American Hustle)
    - Martin Scorsese pour Le Loup de Wall Street (The Wolf of Wall Street)

### Meilleur acteur
- Chiwetel Ejiofor pour le rôle de Solomon Northup dans Twelve Years a Slave
  - Finaliste : Matthew McConaughey pour le rôle de Ron Woodroof dans Dallas Buyers Club
    - Tom Hanks pour le rôle du capitaine Richard Phillips dans Capitaine Phillips (Captain Phillips)
    - Michael B. Jordan pour le rôle d'Oscar dans Fruitvale Station
    - Joaquin Phoenix pour le rôle de Theodore Twombley dans Her

### Meilleure actrice
- Adèle Exarchopoulos pour le rôle d'Adèle dans La Vie d'Adèle
  - Finaliste : Brie Larson pour le rôle de Grace dans States of Grace (Short Term 12)
    - Amy Adams pour le rôle de Sydney Prosser dans American Bluff (American Hustle)
    - Cate Blanchett pour le rôle de Jasmine dans Blue Jasmine
    - Greta Gerwig pour le rôle de Frances dans Frances Ha

### Meilleur acteur dans un second rôle
- James Franco pour le rôle d'Alien dans Spring Breakers
  - Finaliste : Jared Leto pour le rôle de Rayon dans Dallas Buyers Club
    - Barkhad Abdi pour le rôle d'Abduwali Muse dans Capitaine Phillips (Captain Phillips)
    - Michael Fassbender pour le rôle d'Edwin Epps dans Twelve Years a Slave
    - Jonah Hill pour le rôle de Donnie Azoff dans Le Loup de Wall Street (The Wolf of Wall Street)

### Meilleure actrice dans un second rôle
- Jennifer Lawrence pour le rôle de Rosalyn Rosenfeld dans American Bluff (American Hustle)
  - Finaliste : Lupita Nyong'o pour le rôle de Patsey dans Twelve Years a Slave
    - Scarlett Johansson pour le rôle de Samantha (voix) dans Her
    - Julia Roberts pour le rôle de Barbara Weston dans Un été à Osage County (August: Osage County)
    - June Squibb pour le rôle de Kate Grant dans Nebraska

### Meilleure distribution
- American Bluff (American Hustle)
  - Finaliste : Le Loup de Wall Street (The Wolf of Wall Street)
    - Nebraska
    - States of Grace (Short Term 12)
    - Twelve Years a Slave

### Acteur de l'année
(pour l'ensemble de son travail en 2013)
- Matthew McConaughey – Dallas Buyers Club, Mud : Sur les rives du Mississippi (Mud), Le Loup de Wall Street (The Wolf of Wall Street)[4]
  - Finaliste : Jennifer Lawrence – American Bluff (American Hustle) et Hunger Games : L'Embrasement (The Hunger Games: Catching Fire)
    - Benedict Cumberbatch – Un été à Osage County (August: Osage County), Le Cinquième Pouvoir (The Fifth Estate), Le Hobbit : La Désolation de Smaug (The Hobbit: The Desolation of Smaug), Star Trek Into Darkness et Twelve Years a Slave
    - Leonardo DiCaprio – Gatsby le Magnifique (The Great Gatsby), Le Loup de Wall Street (The Wolf of Wall Street)

### Actrice de l'année
- Amy Adams pour le rôle de Lois Lane dans Man of Steel
- Amy Adams – American Bluff (American Hustle)
- Amy Adams – Her

### Artiste le plus prometteur
- Adèle Exarchopoulos – La Vie d'Adèle (actrice)
  - Finaliste : Brie Larson – Don Jon, The Spectacular Now et States of Grace (Short Term 12) (actrice)
    - Lake Bell – In a World... (actrice, réalisatrice et scénariste)
    - Ryan Coogler – Fruitvale Station (réalisateur et scénariste)
    - Destin Cretton – States of Grace (Short Term 12) (réalisateur et scénariste)

### Meilleur scénario original
- Her – Spike Jonze
  - Finaliste : States of Grace (Short Term 12) – Destin Cretton
    - American Bluff (American Hustle) – David O. Russell et Eric Singer
    - Inside Llewyn Davis – Ethan et Joel Coen
    - Nebraska – Bob Nelson

### Meilleur scénario adapté
- Le Loup de Wall Street (The Wolf of Wall Street) – Terence Winter
  - Finaliste : Twelve Years a Slave – John Ridley
    - Before Midnight – Ethan Hawke, Julie Delpy et Richard Linklater
    - Capitaine Phillips (Captain Phillips) – Billy Ray
    - The Spectacular Now – Scott Neustadter et Michael H. Weber

### Meilleure photographie
- Gravity – Emmanuel Lubezki
  - Finaliste : Her – Hoyte Van Hoytema
    - Inside Llewyn Davis – Bruno Delbonnel
    - Spring Breakers – Benoît Debie
    - Twelve Years a Slave – Sean Bobbitt
    - Upstream Color – Shane Carruth

### Meilleure musique de film
- Her – Arcade Fire
  - Finaliste : Gravity – Steven Price
    - Dans l'ombre de Mary (Saving Mr. Banks) – Thomas Newman
    - Nebraska – Mark Orton (en)
    - Twelve Years a Slave – Hans Zimmer

### Meilleur film en langue étrangère
- Le vent se lève (風立ちぬ, Kaze tachinu)  Japon
  - Finaliste : La Vie d'Adèle  France  Belgique  Espagne
    - Au-delà des collines (După dealuri)  Roumanie
    - The Grandmaster  Hong Kong
    - La Chasse (Jagten)  Danemark

### Meilleur film d'animation
- Le vent se lève (風立ちぬ, Kaze tachinu)
  - Finaliste : La Reine des neiges (Frozen)
    - Les Croods (The Croods)
    - Moi, moche et méchant 2 (Despicable Me 2)
    - Monstres Academy (Monsters University)

### Meilleur film documentaire
- The Act of Killing (Jagal)
  - Finaliste : Stories We Tell
    - Blackfish
    - Leviathan
    - Room 237
    - Twenty Feet from Stardom

### Meilleur film passé inaperçu
- States of Grace (Short Term 12)
  - Finaliste : Mud : Sur les rives du Mississippi (Mud)
    - The Spectacular Now
    - Stoker